# Grote Markt (Brugge)
Grôte Markt er det centrale torv i Brugge i Vestflandern. Det blev etableret i det 13. århundrede og dækker 9.240 m². Pladsen er et kulturelt og turistmæssigt midtpunkt for byen.
Når cykelløbet Flandern Rundt starter i Brugge, er der stor fest på Grôte Markt i dagene op til løbet, før cykelrytterne  bliver sendt afsted søndag formiddag. 